# Cream (sastav)
Cream je bila prva britanska rock super skupina, iznimno popularna '60-ih.
Članovi ove supergrupe bili su pjevač i basist Jack Bruce, pjevač i gitarist Eric Clapton te bubnjar Ginger Baker. 
Zvuk sastava bio je kombinacija bluesa, hard rocka i psihodeličnog rocka.
Sastav Cream plijenio je pozornost glazbene publike zbog izvrsnih Claptonovih blues pasaža na gitari, moćnog glasa i basističkih bravura Jacka Brucea i jazz bubnjanja Gingera Bakera. U vrlo kratkom periodu svog djelovanja uspjeli su prodati 35 milijuna albuma u svijetu. Njihov album Wheels of Fire bio je prvi dvostruki platinasti album na svijetu.
U glazbenom opusu sastava Cream bilo je tradicionalnih blues skladbi poput "Crossroads" i "Spoonful", ali i modernog bluesa kao "Born Under a Bad Sign", ali i neobičnih skladbi poput  "Strange Brew", "Tales of Brave Ulysses" i "Toad". Njihove najveće uspješnice bile su skladbe "I Feel Free" (Britanija, #11), "Sunshine of Your Love" (S.A.D., #5), "White Room" (S.A.D., #6), "Crossroads" (S.A.D., #28) i "Badge".
Sastav Cream je zajedno s grupom The Jimi Hendrix Experience izvršio velik i presudan utjecaj na rock glazbu, napose na direktne slijednike Led Zeppelin, Deep Purple i The Jeff Beck Group u 60-im godinama 20. stoljeća.

## Diskografija
- 1966. - Fresh Cream
- 1967. - Disraeli Gears
- 1968. - Wheels of Fire
- 1969. - Goodbye
- 1970. - Live Cream
- 1972. - Live Cream Volume II

## Vanjske poveznice
- Službene stranice